# 尼科·戈登
尼科·迪亚戈·戈登（英語：Nico Diago Gordon；2002年4月28日—）是一名英格蘭足球運動員，司職後衛，現時效力MLS Next Pro球會北得克薩斯足球會。

## 球會生涯

### 伯明翰
戈登在2014年進入伯明翰學習踢球。在2020年初，他獲分發一隊球衣號碼，同年4月，球會提供他一份職業合約，為期三年，球會擁有一年延長權，最終他在6月26日簽名。
2020年6月27日對赫尔城的比賽，他在87分鐘入替受傷的杰克·克拉克-索尔特，這是他首次在職業聯賽上場，最終戰果為3-3。7月12日對斯托克城的比賽，他首次先發上場，司職左中后卫，最終球隊輸2-0。2020/21球季，當球季確定保級成功後，主教練李·保耶便起用了大量副選球員上場，而戈登在這球季亦因此獲得兩次聯賽上場機會。
2021年8月英格蘭足球聯賽盃對科尔切斯特联的比賽，他當選為全場最佳球員。2022年3月5日對布里斯托尔城的比賽，他與馬克·羅伯茨先發上場一起出任中后卫，在比賽中他接應乔丹·格雷厄姆的角球，以頭槌打進了首顆職業進球，使球隊最後以2-1取勝。
2022/23球季的戈登受到傷患困擾，最終他在2023/24球季被外借到英格蘭足球全國聯賽球會索利赫爾摩爾，為期一季。在首場比賽對伊斯特利中，他因為累積兩面黃牌而被罰離場，而球隊在補時階段成功追平比分。這場比賽是他在索利赫爾摩爾唯一一次上場。2024年1月8日，他被伯明翰召回，提早結束外借期。

### 北得克薩斯州
2024年2月2日，他轉投美國MLS Next Pro球會北得克薩斯並簽約一年，球會有一年延長權。他在對溫哥華白浪二隊的比賽中首次上場，賽果為0比0
。

## 國家隊生涯
戈登母親生於蒙特塞拉特，使他有資格代表蒙特塞拉特參賽。2023年9月，他首次被蒙特塞拉特代表隊徵召參賽，參加2023–24年中北美洲及加勒比海國家聯賽B對巴巴多斯和多明尼加共和國的比賽。他在對巴巴多斯比賽中先發上場並踢了90分鐘，最終球隊在98分鐘打進致勝球，以3-2勝出。